# Caenotropus schizodon
Caenotropus schizodon é uma espécie de peixe da família dos chilodontidae e da ordem dos caraciformes. Os machos podem alcançar 9,1 cm de comprimento.
É um peixe de água doce e de clima tropical, encontrado na América do Sul, mais especificamente, na bacia do rio Tapajós, na bacia do rio Amazonas, no Brasil.